# Paul Richards
Paul Richards, född 16 februari 1956, är en antiguansk och barbudansk friidrottare. Han deltog vid olympiska sommarspelen 1976.